# William Quiller Orchardson
William Quiller Orchardson, né le 27 mars 1832 à Édimbourg et mort le 13 avril 1910 à Londres, est un peintre écossais.

## Biographie
Orchardson entre en 1847 comme élève à l'Edinburgh College of Art, dans la classe de Robert Scott Lauder. Il se consacre ensuite principalement au dessin en noir et blanc.
En 1862, il emménage à Londres et partage son atelier avec John Pettie. Leur maison abrite également Ford Madox Brown. Son travail tarde à être reconnu dans la capitale, même s'il est élu membre associé de la Royal Academy. Il faudra attendre 1880 pour qu'enfin la critique s'intéresse réellement à son œuvre.
En 1870, il se rend à Venise pour peindre, puis tente de traverser la France mais y renonce, du fait de l'invasion allemande. En avril 1873, il épouse Helen Moxon (vers 1854-1917). En 1877, il devient membre à part entière de la Royal Academy.
Il s'installe à Westgate-on-Sea. En 1907, il est nommé chevalier de la Jarretière.
Il meurt à Londres le 13 avril 1910.

## Œuvre
L'analyse de son travail révèle plusieurs aspects bien distincts au sein du corpus peint. D'une part, des toiles qui s'inspirent de l'esprit des Lumières françaises et du Premier Empire, mettant en scène des moments de l'histoire (Voltaire, Napoléon), dans un style narratif reprenant parfois la palette de l'école anglaise de peinture, mais au fond assez conservateur ; d'autre part, des toiles plus intimistes, des portraits, des scènes de genre (comme Master Baby, 1886), des sujets sociaux (Les Travailleurs de la mer, 1870), dont le style moderne, à la brosse, n'a rien à envier aux peintres réalistes ou naturalistes français contemporains, lesquels admiraient cet artiste. Il était réputé par ailleurs de son vivant pour être un excellent portraitiste.
- Gray, musée Baron-Martin : Hard hit (Dur jeu), gravure par William Quiller, 46 x 68 cm.

Œuvres de William Quiller Orchardson
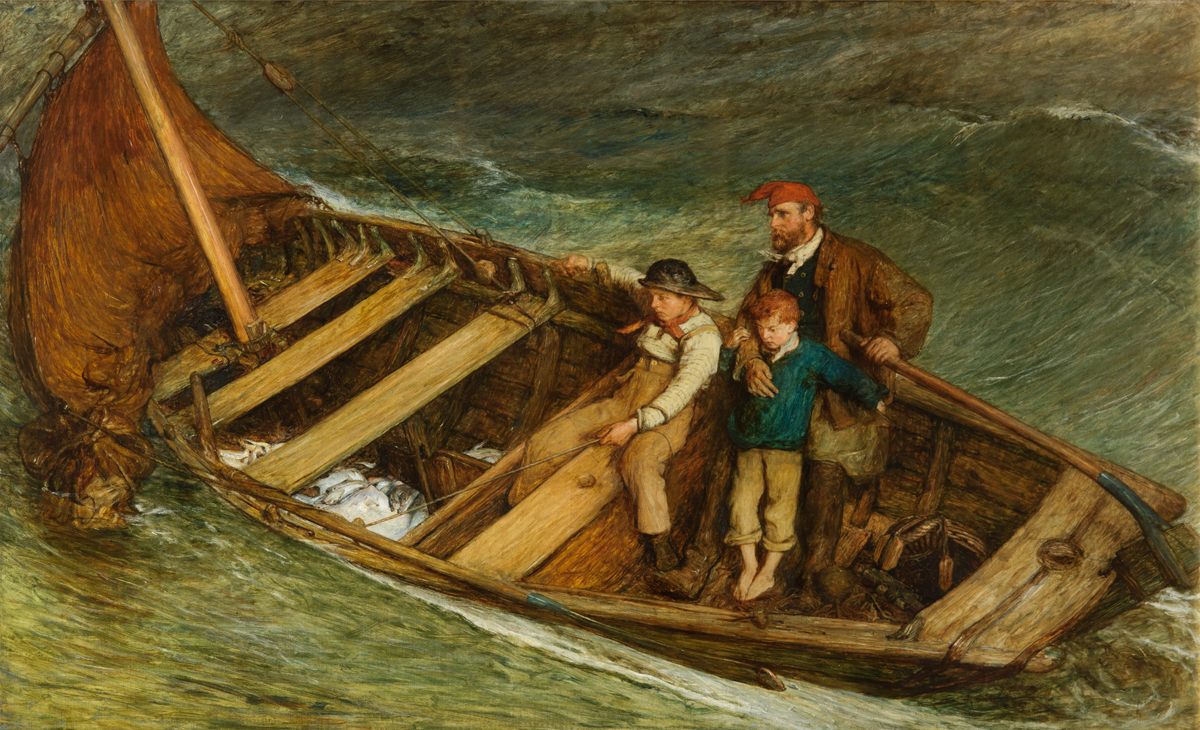
Les Travailleurs de la mer (1870), Aberdeen Art Gallery (en).
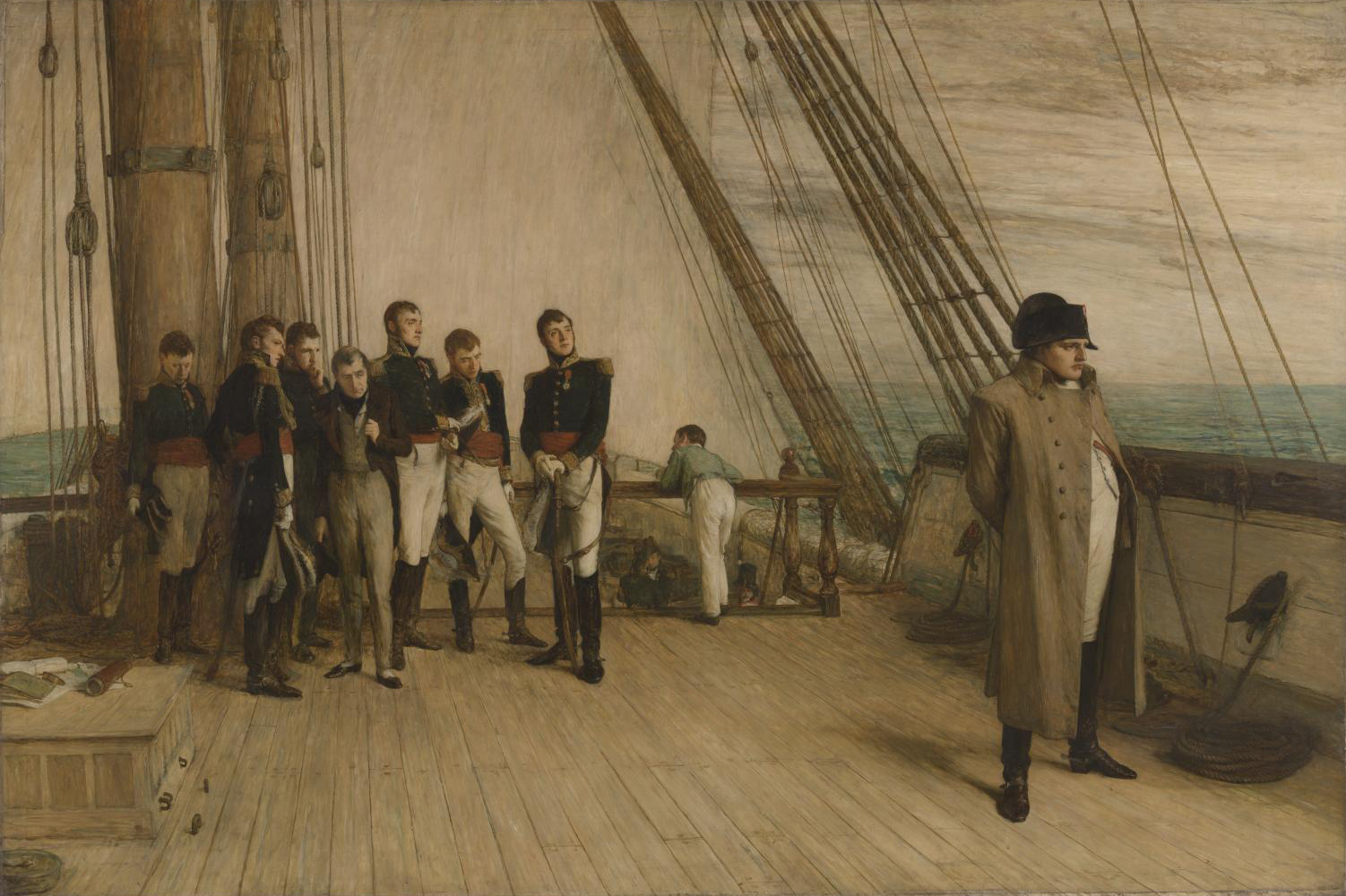
Napoléon à bord du Bellerophon (vers 1880), Londres, Tate Britain.
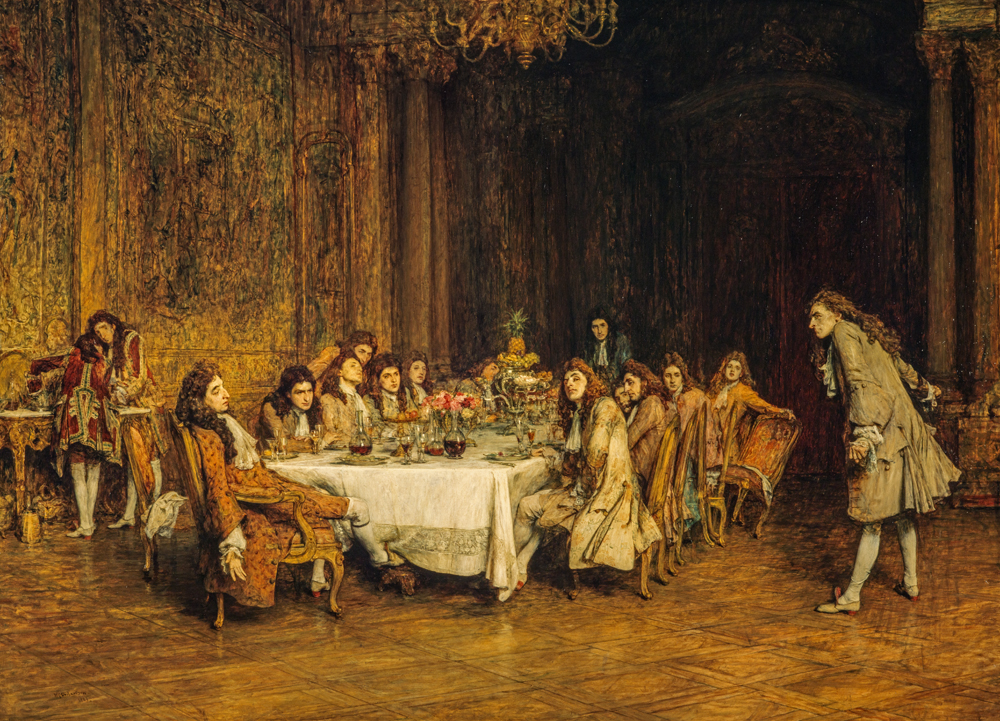
Voltaire (1883), Édimbourg, Galerie nationale d'Écosse.
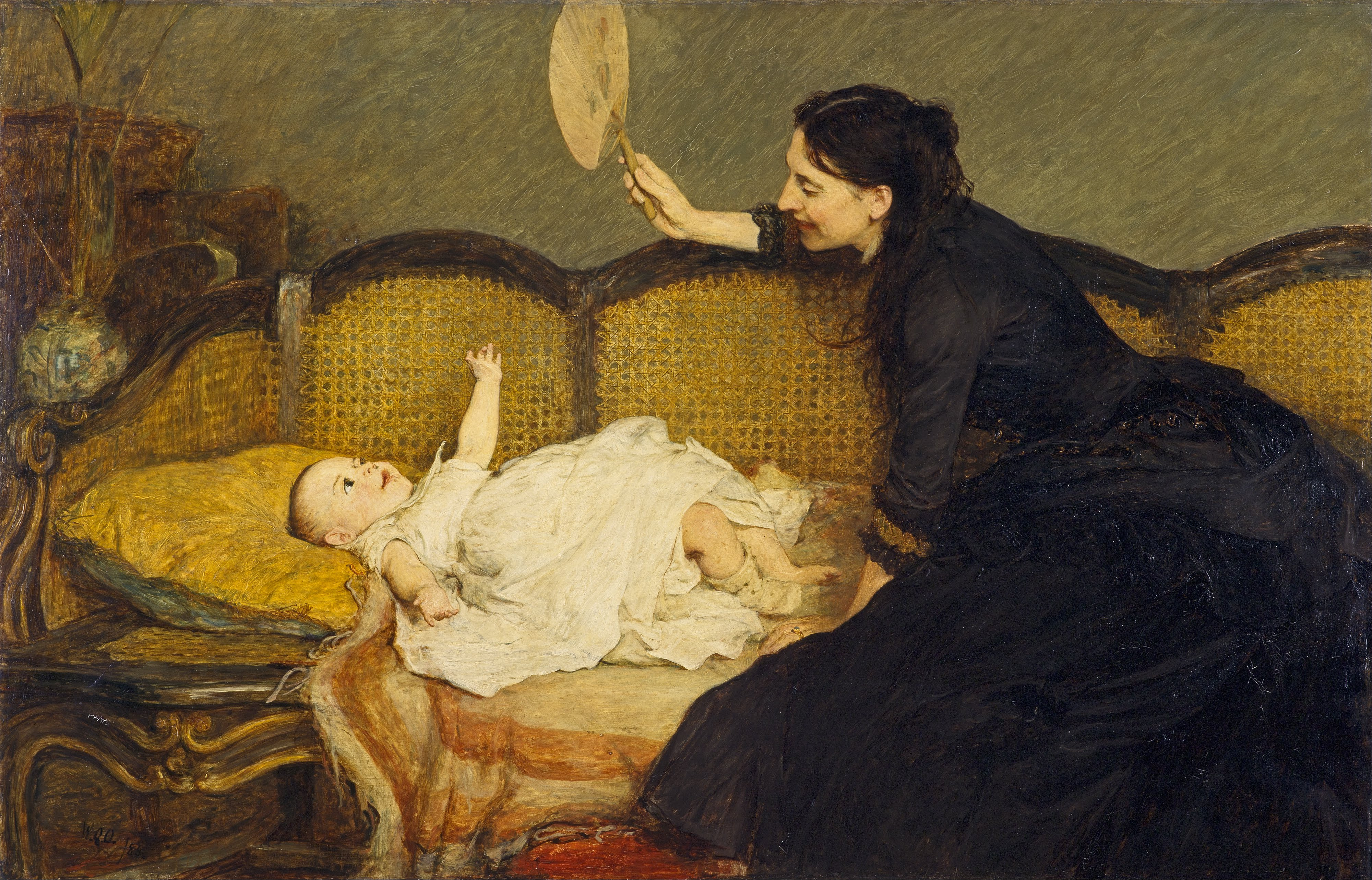
Master Baby (1886), Édimbourg, Galerie nationale d'Écosse.
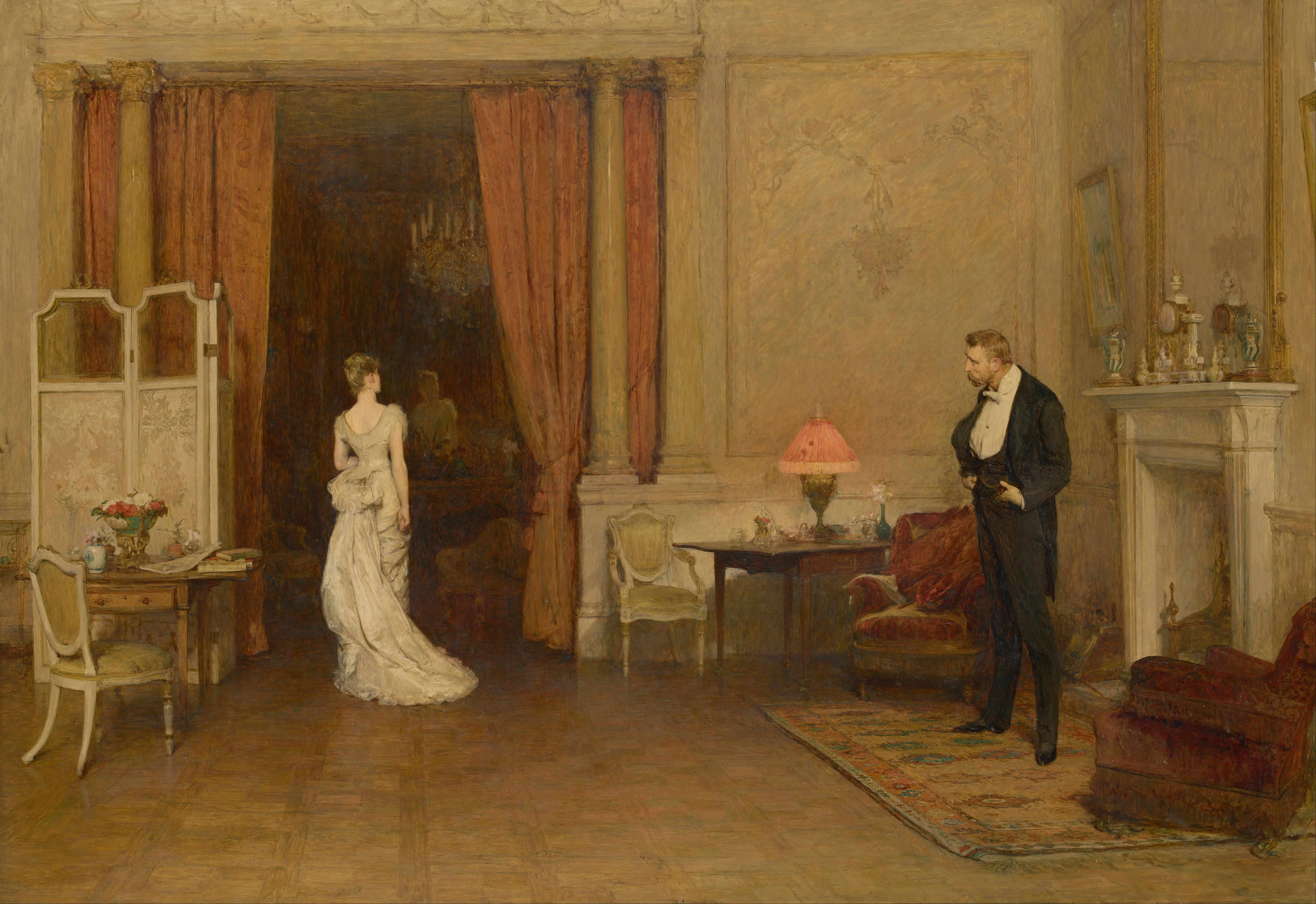
Le Premier nuage (1887), Melbourne, National Gallery of Victoria.
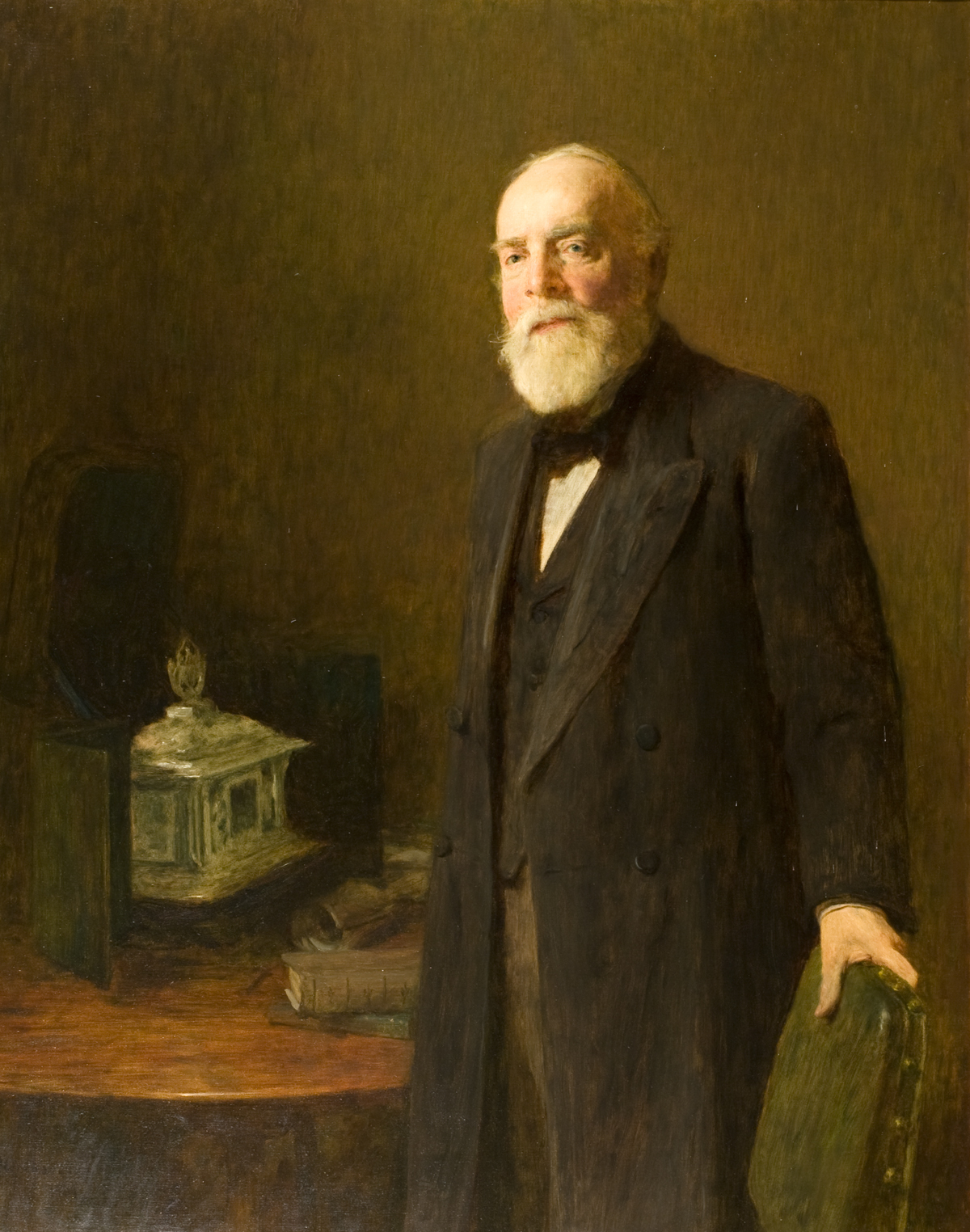
Sir John Leng (1901), Dundee, McManus Galleries.